# حياة الأطفال (درجة علمية)
حياة الأطفال هي مجال من مجالات الدراسة المخصص لإعداد الطلاب ليصبحوا متخصصين في مجال حياة الأطفال. ويمكن الحصول على درجة علوم حياة الأطفال إما على مستوى البكالوريوس أو درجة الماجستير. يمكن أن يكون مجال حياة الأطفال مجال تركيز رئيسيًا أو فرعيًا داخل حقل الدراسة ذي الصلة.

## مهنة حياة الأطفال
يعمل متخصصو حياة الأطفال بشكل رئيسي في المستشفيات. في مستشفيات طب الأطفال، من الشائع أن تجد قسمًا كاملاً لحياة الأطفال. وبرامج حياة الأطفال مكرسة لتقليل القلق والإجهاد الذي يتعرض له المرضى من الأطفال وأسرهم. علاوة على ذلك، فإنها قد تساعد في تقديم المشورة أو التسهيل للمرضى البالغين في تفسير المرض الحاد و/أو المزمن أو حالة الوفاة (الوشيكة) للأطفال بطريقة مناسبة لسنهم. وهي تسهل كذلك التدخلات العلاجية بما في ذلك جلسات غرف اللعب والإعداد التربوي للعمليات الجراحية وتعليم التشخيص والدعم في المصاعب. كما أنها توفر الإلهاء لتخفيف حدة القلق خلال العمليات الجراحية.

## المتطلبات الأكاديمية
يوجد لدى البرامج الأكاديمية الخاصة بحياة الأطفال أساس دراسي نظري في تنمية الطفل ونظم الأسرة واللعب والإجهاد والانفصال والضياع مع مجالات الدراسة التطبيقية في التنمية البشرية والتعلم والتعليم والأنظمة المؤسسية وديناميات الجماعة. كذلك توجد لدى برامج حياة الأطفال مجالات دراسة تطبيقية، منها على سبيل المثال: اللعب العلاجي؛ والرعاية التي ترتكز على الأسرة؛ وإدارة الألم (غير الدوائي)؛ وبالتخيل الموجه/تقنيات الاسترخاء؛ وتحديد مواضع الراحة؛ والتحضير؛ والتدخلات المعبرة؛ والأخلاق؛ وتقديم الدعم في حالات الخسائر؛ وأثر المرض والإصابة والرعاية الصحية على المرضى والأسر؛ والإشراف/إدارة البرامج؛ وتشخيصات الأطفال؛ ونطاق الممارسة؛ ورسم الخرائط/الوثائق. ومن أجل التأهل للحصول على شهادة متخصص حياة أطفال معتمد (CCLS)، التي تتم إدارتها من قِبل مجلس حياة الأطفال، يتعين على الطلاب استكمال 10 دورات على المستوى الجامعي في مجال حياة الأطفال أو التنمية البشرية أو التعليم أو علم النفس أو حقل دراسة ذي صلة. وبداية من إدارة امتحانات خريف عام 2013، طلب مجلس حياة الأطفال من الطلاب المتقدمين للامتحان استكمال دورة أكاديمية يتم تدريسها من قِبل متخصص حياة أطفال معتمد.

## متطلبات التدريب
عادة ما تنطوي البرامج الأكاديمية لحياة الأطفال على برنامج تدريب أو عمل ميداني كجزء من متطلبات الحصول على الدرجة. كما يتطلب مجلس حياة الأطفال استكمال 480 ساعة من العمل الميداني على الأقل تحت إشراف متخصص حياة أطفال معتمد لكي يكون المرشح مؤهلاً لخوض امتحان شهادة حياة الأطفال والحصول على شهادة متخصص حياة أطفال معتمد (CCLS). والهدف الأساسي من التدريب السريري هو مساعدة الطلاب على تطبيق النظريات عمليًا، وبالتالي إعداد الطلاب للعمل كمحترفين في مجال حياة الأطفال. عادة لا تكون الدورات التدريبية للتخصص في مجال حياة الأطفال مدفوعة الأجر، وسوف يتوقف مجلس حياة الأطفال عن قبول خبرات العمل مدفوعة الأجر بدلاً من التدريب لمدة 480 ساعة كشرط أساسي لخوض امتحان الشهادة.

## التدريب العملي
قبل الانتهاء من التدريب في مجال حياة الأطفال، يمكن للطلاب اختيار (أو ربما تتطلب برامج أكاديمية من الطلاب المشاركة في) تجربة تدريب عملي يستطيع الطالب خلالها التعرف على مهنة حياة الأطفال بشكل عام.

## الزمالة
عقب فترة التدريب، يمكن للطلاب اختيار مواصلة تجربتهم التعليمية مع الزمالة في مجال حياة الأطفال. في كثير من الأحيان تقدم الزمالة بعض أشكال التعويض، ولكنها لا تزال تخضع للإشراف بشكل مباشر من قِبل متخصص حياة أطفال ذي خبرة بغرض تحقيق مزيد من التنمية لمهارات الزميل في مجال حياة الأطفال.

## وصلات خارجية
- Child Life Council
- Child life specialist degree information at the Mayo Clinic